# Brothers in Arms: Road to Hill 30
Brothers in Arms: Road to Hill 30 (укр. «Брати по зброї: Дорога на Пагорб № 30») — відеогра у жанрі тактичного шутера від першої особи, розроблена компанією Gearbox Software і видана компанією Ubisoft в 2005 році. Локалізацією і виданням гри на території країн СНД займалася компанія Бука.
Перша гра в серії ігор «Brothers in Arms».

## Ігровий процес

Коло з чорним контуром показує поточний стан супротивника. Якщо коло червоне — противник готовий до атаки. Сіре коло — противник пригнічений.
«Придушити» супротивника можна кинувши в місце його засідки гранату.

У цілому, геймплей ігри схожий з іншими тактичними шутерами, за винятком деяких аспектів, які були змінені для більшого реалізму. 

 Ключовою особливістю гри є реалізація тактики ведення бою взводу парашутистів США часів Другої світової війни. Гравець може віддати наказ прикриває групі вести вогонь на «придушення» супротивника, а в цей час, очолюючи штурмову групу, обійти з флангу для повного знищення ворога.
Також в грі міститься функція тактичної паузи. По натисненню на клавішу «V», відкривається тривимірна карта території бою. Карту можна обертати, наближати і віддаляти, перемикатися від об'єкту до об'єкту. Ця функція реалізована для того, щоб гравець міг розрахувати свої дії, спрямовані на нейтралізацію ворога.
Гра в достатку використовує скриптові сценки й ролики на рушії (але тим не менш, камера жодного разу не «залишає» огляду з очей героя); розділи починаються з озвучених монологів Метта Бейкера, головного героя гри.

### Зброя в грі
Гравець, в особі Метта Бейкера має можливість підібрати зброю ворога, проте не дозволено носити більше 1 примірника зброї одного типу. Таким чином, у гравця може бути тільки один пістолет і один кулемет. Для вибуху танка можна спробувати непомітно обійти його, залізти на нього ззаду і закинути гранату в люк, або знищити, використовуючи базуку або Панцерфауст.
| Вид зброї             | США                                  | Третій рейх                   |
| --------------------- | ------------------------------------ | ----------------------------- |
| Пістолет              | Кольт M1911                          | Walther P38                   |
| Пістолет-кулемет      | Пістолет-кулемет Томпсона            | MP-40                         |
| Гвинтівка             | M1 Garand                            | Mauser 98                     |
| Автоматична гвинтівка | Браунінг M1918                       | StG-44                        |
| Снайперська гвинтівка | Спрінгфілд M1903 з оптичним прицілом | Mauser 98 з оптичним прицілом |
| Карабін               | М1 Carbine                           | Немає                         |
| Кулемет               | Кулемет Браунінга                    | MG-42                         |
| Граната               | M2                                   | Stielhandgranate 24           |
| Гранатомет            | Базука                               | Фаустпатрон                   |

## Сюжет
Дія всієї гри охоплює період з 6 червня по 13 червня 1944 року. Молодий штаб-сержант Метт Бейкер, службовець в 101-ї десантної дивізії, разом зі своїм взводом закинутий в один з районів Нормандії Франції в самий розпал Другої світової війни. Їм належить відвоювати Карантан, взяти участь у знаменитій битві за «висоту 30» і допомогти піхоті висадитися на пляж у секторі Юта.

### Персонажі
Сержант Метт Бейкер командує загоном, до якого входять капрали Джо Хартсок і Сем Корріон, рядові Ларрі Аллен, Майкл Гарнетт, Майкл Десола, Девід Музза, Джонні Рівас, Дейл Маккрірі, рядові першого класу Джек Кортланд, Стефан Обрайскі, Томас Зенович, а також радист рядовий першого класу Кевін Бенджамін Леггетт.
Загін Бейкера знаходиться під командуванням старшого сержанта Грега Хесс, який під час Першої світової війни був по командуванням батька Метта Бейкера.
Сім чоловік з загону Бейкера загинули під час гри, а саме Музза, Рівас, Аллен, Гарнетт, Десола, Обрайскі і Леггетт. До 14 червня вижили тільки шість бійців: Бейкер, Хартсок, Корріон, Зенович, Кортланд і Маккрірі.